# Florentino Ávidos
Florentino Avidos (São João Marcos, 18 de novembro de 1870 — Rio de Janeiro, 28 de fevereiro de 1956) foi um engenheiro e político brasileiro. Foi governador (à época chamado 'presidente') do estado do Espírito Santo (1924-1928) e senador (1929-1930) durante a República Velha do Brasil. Entre seus principais trabalhos está a inauguração da Ponte Florentino Ávidos, feita durante sua administração, que liga a Ilha de Vitória ao continente.
Seu nome aparece homenageado no Espírito Santo em escolas públicas ou na forma de ruas e avenidas. Exemplos são: a Rua Presidente Florentino Avidos (cidade de Vila Velha) e as Avenidas denominadas Presidente Florentino Avidos (uma na capital Vitória e outra em Cariacica).
A grafia original do sobrenome, usados nos documentos escritos durante a vida de Florentino, não leva acento gráfico. Todavia, o sobrenome é pronunciado com acento tônico no A, como o adjetivo ávidos, e alguns documentos optaram pela grafia Ávidos, a prática geral no Brasil para sobrenomes de pessoas mortas sendo adaptar a grafia às regras vigentes, que no caso determinam a aplicação do acento agudo no Á, sendo esse uso também válido para nomes próprios de logradouros.

## Ver também

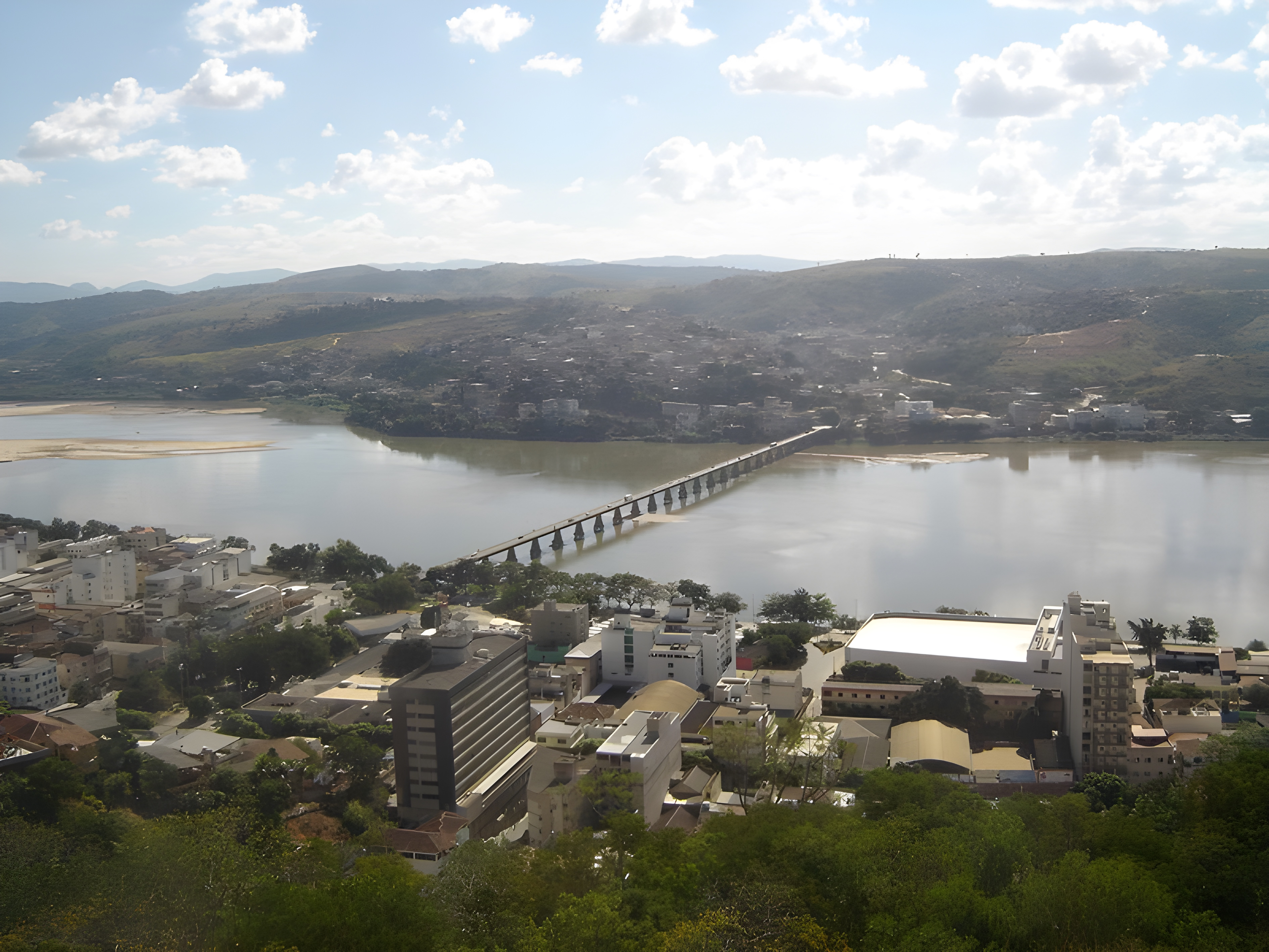
Ponte Florentino Ávidos sobre o rio Doce em Colatina, inaugurada por Florentino Ávidos em 1928.